# انقلاب 2020 في مالي
في 18 أغسطس 2020، قامت عناصر من القوات المسلحة المالية بعملية انقلاب. اقتحم جنود على شاحنات صغيرة قاعدة ساوندياتا العسكرية في بلدة كاتي، حيث تم تبادل إطلاق النار قبل توزيع الأسلحة من المستودع وتم اعتقال كبار الضباط. وشوهدت دبابات ومدرعات في شوارع البلدة، بالإضافة إلى شاحنات عسكرية متجهة إلى العاصمة باماكو.
وبحسب ما ورد، فقد قام الانقلابيين، بقيادة العقيد ساديو كامارا، باعتقال وزير المالية عبد الله دافي، رئيس أركان الحرس الوطني، وموسى تمبيني، رئيس جمعية مالي الوطنية. وزعم قائد الانقلاب فيما بعد أن الرئيس إبراهيم أبو بكر كيتا ورئيس الوزراء بوبو سيسي قد اعتقلا في مقر الإقامة السابق في باماكو. أكّد رئيس مفوضية الاتحاد الأفريقي موسى فكي أن كيتا وسيسي ومسؤولين آخرين قد تم اعتقالهم ودعا إلى إطلاق سراحهم. مع انتشار أنباء الانقلاب، تجمّع مئات المتظاهرين عند نصب الاستقلال التذكاري في باماكو للمطالبة باستقالة كيتا. كما أشعل المتظاهرون النار في مبنى تابع لوزارة العدل.
هذا هو الانقلاب الثالث في البلاد بعد أقل من 10 سنوات، بعد انقلاب سنة 2012.

## خلفية
حدث الانقلاب في الوقت الذي تورّطت فيه مالي في حرب مع انتشار الإرهاب والعنف العرقي منذ عام 2012. قاعدة كاتي هي نقطة البداية لانقلاب عام 2012 في مالي وانقلاب عام 1968 في مالي. وظهرت توترات بين الرئيس إبراهيم أبو بكر كيتا والجيش نهاية عام 2019، بعد سلسلة من المعارك والاعتداءات على الجيش تسببت في سقوط العديد من الضحايا العسكريين، بعدما حدث هجوم إنديليمان 2019 الذي قُتل فيه 49 جنديًا ماليًا. اعتبر الجيش رد فعل الرئيس إبراهيم أبو بكر كيتا، الذي كان قد اكتفى ببعض التصريحات، غير كافٍ. نُشر تقرير للأمم المتحدة في منتصف أغسطس يتهم الجنرال كيبا سنغاري، قائد المنطقة الوسطى، بعدم القيام بأي شيء لمنع مذبحة لمدنيين من الفولاني على يد رجال ميليشيات دوغون في فبراير 2020. مما سبب التوتر أيضًا. بالإضافة إلى ذلك، اشتكى بعض الجنود، وخاصة المجندين الشباب، في كثير من الأحيان من فساد بعض الضباط وسوء إدارة الأسلحة - وقد اعتقل بعضهم أثناء الانقلاب. كما أثار بث بعض من مقاطع فيديو للنائب ابن الرئيس إبراهيم أبو بكر كيتا، كريم أبو بكر كيتا، في نهاية شهر يوليو، برفقة نساء عاريات على متن يخت في إسبانيا، صدمة للرأي العام المدني والعسكري، حيث يواجه الرأي العام مصاعب يومية اقتصادية وعسكرية. يبدو أن إقالة رئيس الأمن الرئاسي في 17 أغسطس كانت شرارة الانقلاب.

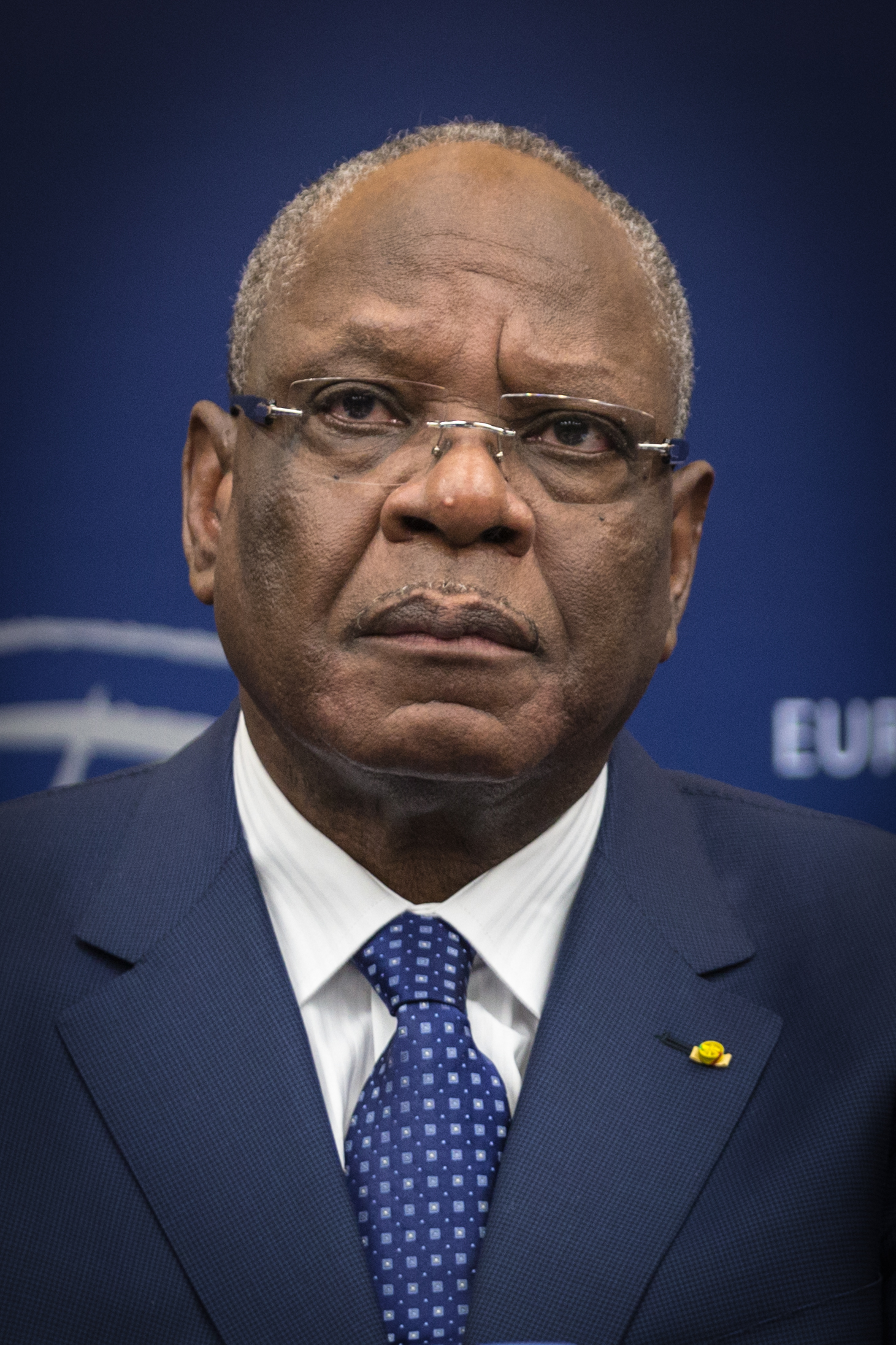
الرئيس إبراهيم أبو بكر كيتا.

يأتي التمرد في سياق المظاهرات والاحتجاجات على السلطة منذ يونيو 2020، بقيادة حركة 5 يونيو - تجمّعت القوى الوطنية (M5-RFP)، بسبب الحرب والمخالفات المزعومة خلال الانتخابات التشريعية. في مالي 2020. في 10 و 11 يوليو، تدهورت هذه المظاهرات في باماكو، مما تسبّب في مقتل 23 شخصًا وإصابة أكثر من 150 آخرين وفقًا للمعارضة، وأدّى إلى اندلاع اشتباكات بين الشرطة والمتظاهرين في الأيام التالية. تم اعتقال ستة سياسيين معارضين قبل إطلاق سراحهم بعد أيام قليلة.
بحلول وقت الانقلاب، عاد الهدوء إلى باماكو للاحتفال بعيد الأضحى. تم تجديد المحكمة الدستورية بالكامل، المتهمة بالتسبب في مخالفات انتخابية، وتجري وساطة بين العديد من رؤساء الدول والجماعة الاقتصادية لدول غرب أفريقيا لمحاولة تهدئة التوترات السياسية. ومع ذلك، حدثت مظاهرات أخرى تتكون من عدة آلاف من الأفراد في 12 و 17 أغسطس (اليوم السابق للانقلاب) للمطالبة باستقالة الرئيس إبراهيم أبو بكر كيتا، وكان من المقرر تنظيم مظاهرات جديدة في 20 و 21 أغسطس.
استمرت الاحتجاجات في مالي منذ 5 يونيو، مع مطالبة المتظاهرين باستقالة الرئيس كيتا. كان المتظاهرون مستائين من إدارة التمرد المستمر والفساد الحكومي المزعوم والاقتصاد المتعثر. وسجّلت 11 حالة وفاة و 124 إصابة خلال الاحتجاجات.

## الإطاحة بنظام حكم
في صباح يوم 18 أغسطس 2020، بدأ بعض الجنود في إطلاق الرصاص في الهواء واستولت هذه المجموعة، أطلق عليهم فيما بعد اللجنة الوطنية لإنقاذ الشعب، على القاعدة العسكرية «ساوندياتا كيتا» العسكرية في كاتي، وهي بلدة تبعد 15 كيلومترًا (9.3 ميلًا) عن باماكو، عاصمة مالي. بعد انتقالهم إلى العاصمة، اعتقل المتمردون وزير المالية عبد الله دافيه، ورئيس أركان الحرس الوطني محمد توري ، وموسى تمبيني ‏، رئيس الجمعية الوطنية. ودعا رئيس الوزراء، بوبو سيسي، إلى الحوار مع المتمردين، معترفا «بالإحباط». وادّعى زعيم التمرد فيما بعد أن الرئيس إبراهيم أبو بكر كيتا وبوبو سيسي اعتقلا في مقر في باماكو؛ أكّد رئيس المفاوضة للإتحاد الأفريقي موسى فكي اعتقال الرئيس إبراهيم أبو بكر كيتا وبوبو سيسي ومسؤولين آخرين ودعا إلى إطلاق سراحهم. ورحّب متحدث باسم تحالف المعارضة M5-RFP باحتجازهم ووصفه بأنه «تمرد شعبي».

### الانقلاب
يقود التمرد في البداية الضابطان مالك دياو وساديو كامارا. في بداية التمرد، توجّه الصحفي أوليفر دوبوا، مراسل صحيفة ليبراسيون في مالي، إلى القاعدة لتغطية الاخبار، لكن هناك تعرض للإهانة والضرب والتهديد بسلاح ناري وإلقائه أرضًا لكن دون أن يُصاب بأذى. وفي وقت لاحق، في نفس اليوم، توجهت المجموعة العسكرية (المتمردة) إلى باماكو، وسط تحية من المتظاهرين، واعتقلت الرئيس إبراهيم أبو بكر كيتا ورئيس الوزراء بوبو سيسي، في المقر الرئاسي حوالي الساعة 4.30 مساءً. واعتقل خلال هذه العملية قادة سياسيين وأعضاء في الحكومة، بمن فيهم وزراء الدفاع والأمن ورئيس الأركان ورئيس الجمعية الوطنية. كانت أصوات الطلقات في الهواء، لكن دون اشتباكات أو إصابات أثناء الاعتقالات. وبعلم المتظاهرين بالاعتقالات، أشعلوا النار في مكتب المحاماة التابع لوزير العدل قسوم تابو. أثناء اعتقال بوبو سيسي، سُرقت وثائق (و مكيف هواء) من منزله. متظاهرون آخرون اقتحموا منزل النائب ابن الرئيس والذي تم تصويره كريم أبو بكر كيتا لسرقة الأثاث بما في ذلك خزنته والنقود والشمبانيا التي تم شرائها على حد قولهم من المال العام؛ بالجانب الآخر، يستغل آخرون الانقلاب لدخول حديقة الرئيس إبراهيم أبو بكر كيتا، ولكن لفتح المسبح مجانًا لسكان منطقة سيبينيكورو. ويوافق المتحدث باسم M5-RFP على اعتقال الرئيس إبراهيم أبو بكر كيتا، قائلاً إنه «ليس انقلابًا عسكريًا، بل انتفاضة شعبية».
تم نقل المسؤولين إلى المعسكر العسكري في كاتي حيث بدأت الانتفاضة. مع انتشار أنباء التمرد، تجمع مئات المتظاهرين عند نصب الاستقلال التذكاري في باماكو للمطالبة باستقالة الرئيس إبراهيم أبو بكر كيتا. في الليلة التي أعقبت اعتقال إبراهيم أبو بكر كيتا، أعلن رئيس الجمهورية المحتجز من قبل الجيش في معسكر عسكري قرب باماكو، حلّ البرلمان والحكومة واستقالته من منصبه كرئيس للدولة. ثم احتفل الحشد بالانقلاب في ميدان الاستقلال.
ليس من الواضح عدد الجنود الذين شاركوا في التمرد أو من سيتولّى المسؤولية الآن.

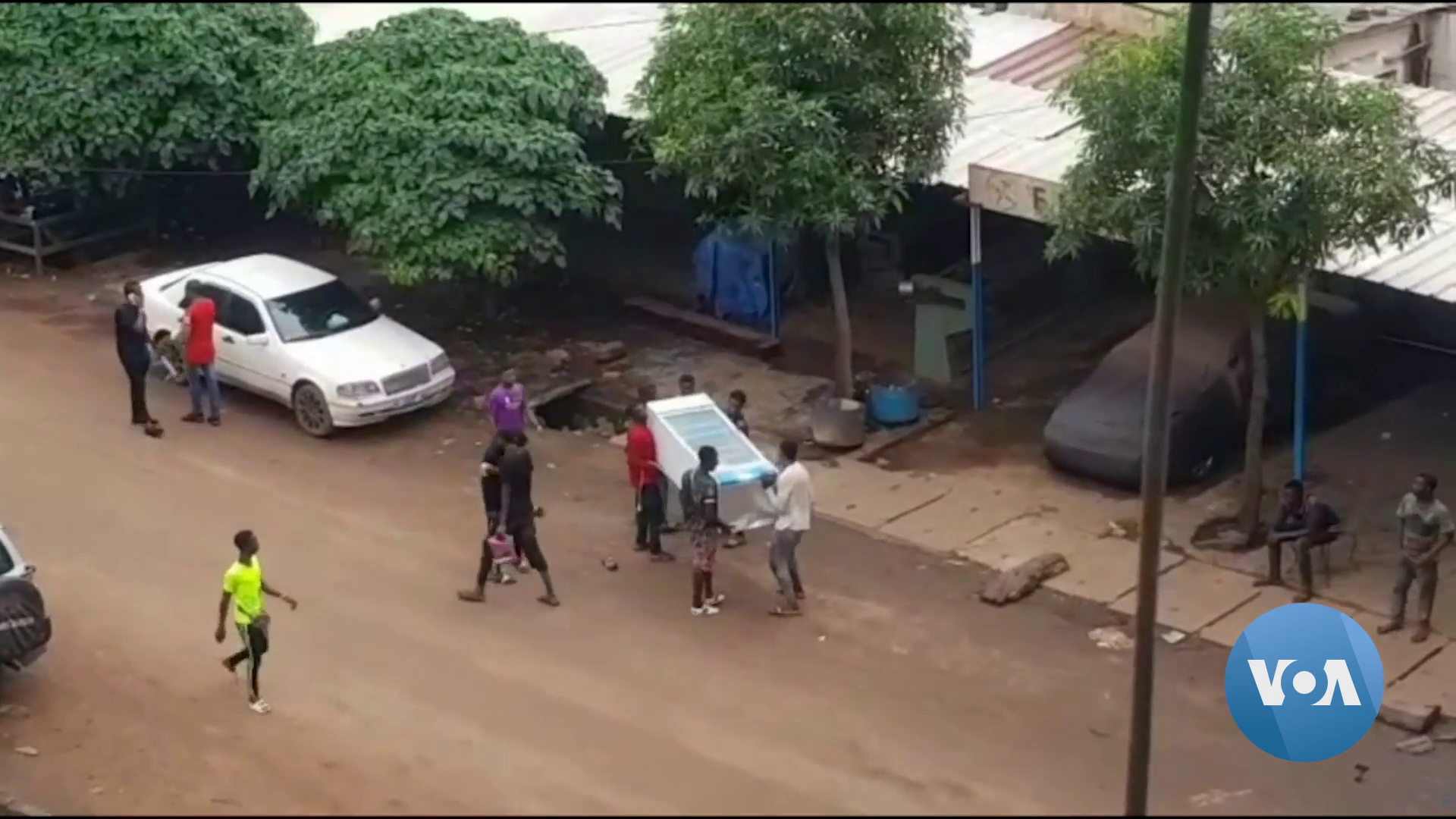
سكان باماكو يأخذون مكيف هواء من منزل بوبو سيسي خلال الانقلاب.

في صباح يوم 19 أغسطس، أعلن الانقلابيين العسكريين إنشاء اللجنة الوطنية لإنقاذ الشعب (CNSP). أعلن العقيد أسيمي غويتا أنه يترأّس هذه اللجنة، بعد وقت قصير من إصدار إعلان تلفزيوني.

## ما بعد الانقلاب
استقال الرئيس إبراهيم أبو بكر كيتا حوالي منتصف الليل، وحلّ الحكومة والبرلمان أيضًا. وأضاف «لا أريد أن تُراق دماء لإبقائي في السلطة». ظهر خمسة عُقداء في البث التلفزيوني للأمة بقيادة العقيد أسيمي غويتا. أطلقوا على أنفسهم اسم اللجنة الوطنية لإنقاذ الشعب. قال الحاج دجيمي كانتي، المتحدث باسم نقابة المستشفيات، إن أربعة جثث لأشخاص قُتلوا بالرصاص ونحو 15 جريحًا، جميعهم على الأرجح أصيبوا برصاص طائش، تم نقلهم إلى إحدى المستشفيات الرئيسية في المدينة. نفى قادة الانقلاب مقتل أي شخص، لكن الجنود كانوا يطلقون النار باستمرار في الهواء، وسط ترحيب حشود من الشباب.
وكان القادة العسكريون قد أمروا بإغلاق جميع المعابر الحدودية وفرضوا حظر التجول ليلا. فقد قال العقيد الميجور إسماعيل واجوي، نائب قائد القوات الجوية المالية الموظفين، في خطاب متلفز: «اعتبارًا من اليوم، 19 أغسطس 2020، تم إغلاق جميع الحدود الجوية والبرية حتى إشعار آخر، وتم فرض حظر تجول من الساعة 21:00 إلى الساعة 05:00 حتى إشعار آخر»، كما دعا مجموعات المعارضة لإجراء انتخابات جديدة.
ووعد قادة الانقلاب بانتخابات جديدة ضمن «جدول زمني معقول»، دون تحديد ما يعنيه ذلك.

### الخط الزمني
في 19 أغسطس، أعلن المجلس العسكري حظراً للتجوال من الساعة 9 مساءً حتى 5 صباحاً، فضلاً عن إغلاق الحدود. ثم قرر المجلس العسكري إعادة فتح الحدود في 21 أغسطس.
دعت المعارضة إلى مظاهرة لدعم الانقلاب في 21 أغسطس. تجمّع الآلاف من الأشخاص، مما جعله رقمًا قياسيًا منذ المسيرة الأولى في 5 يونيو. بالإضافة إلى ذلك، يتم عرض شعارات المناهضة لـ للجماعة الاقتصادية لدول غرب أفريقيا. قال تحالف M5-RFP المعارض إنه مستعد للمشاركة في تطوير المرحلة الانتقالية.

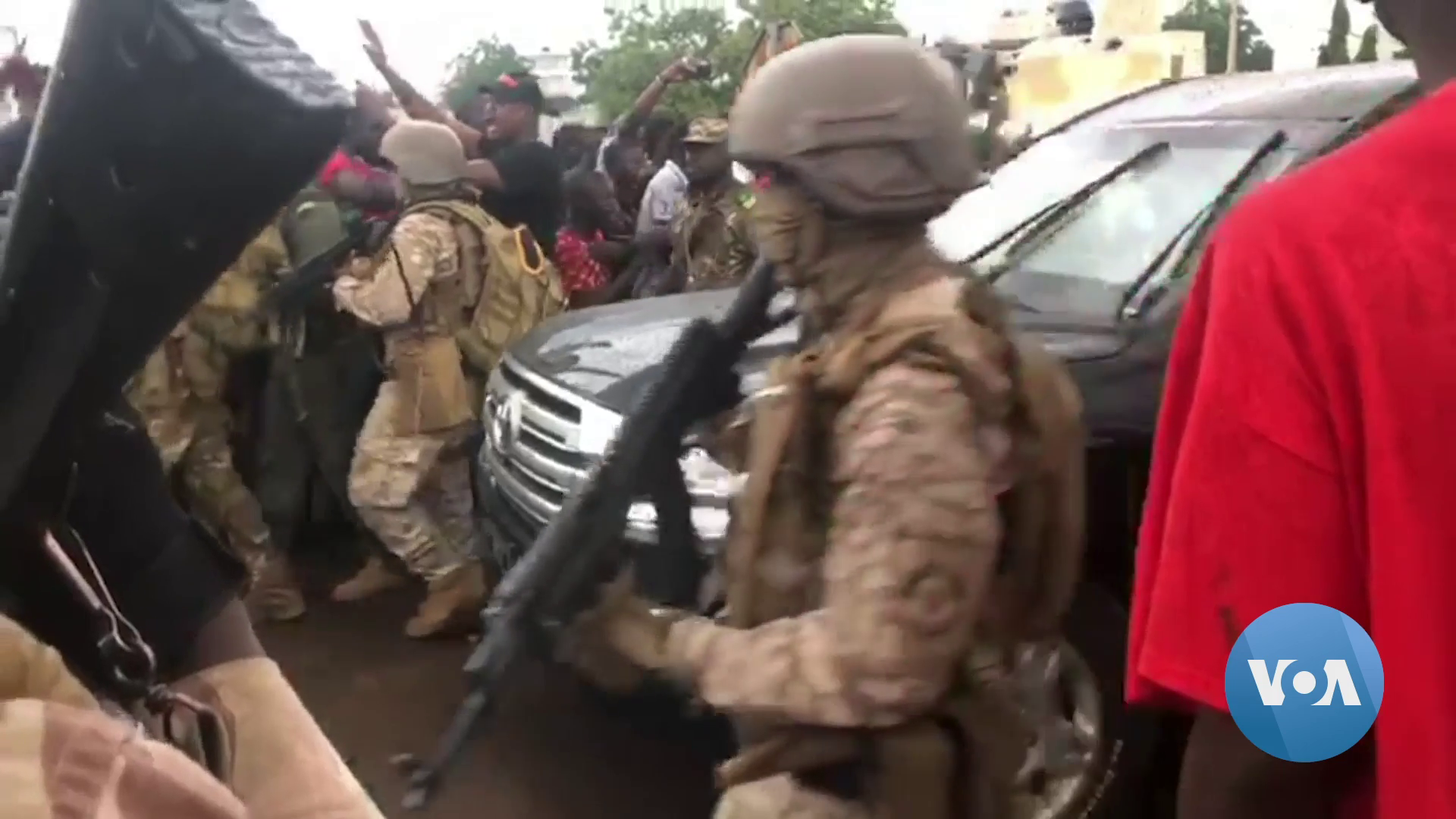
جنود ماليين كانوا يرافقون قافلة رسمية أثناء الانقلاب.

في 20 أغسطس، أعلن المجلس العسكري عن التعيين المرتقب لرئيس انتقالي يمكن أن يكون مدنيًا أو عسكريًا. في اليوم نفسه، أطلق قادة الانقلاب سراح وزير الاقتصاد والمالية السابق، عبد الله دافيه، وسابان محلمودو، المسؤول عن الرئاسة. في 21 يونيو، أقام المجلس العسكري حوارًا مع الطبقة السياسية، بما في ذلك أحزاب الأغلبية للرئاسية السابقة. في 26 أغسطس، استقبل المجلس العسكري معارضي M5.
في 22 أغسطس، قام وفد من المجموعة الاقتصادية لدول غرب إفريقيا بزيارة البلاد. في 23 أغسطس، بعد اليوم الثاني من المفاوضات بين اللجنة الوطنية لإنقاذ الشعب الجديدة ووفد المجموعة الاقتصادية لدول غرب أفريقيا، اقترح المجلس العسكري فترة انتقالية مدتها ثلاث سنوات بقيادة عسكرية مع حكومة يغلب عليها الطابع العسكري ووافق على إطلاق سراح الرئيس المخلوع إبراهيم أبو بكر كيتا الذي احتجزته. الرئيس إبراهيم أبو بكر كيتا يعلن أنه لا يريد العودة إلى السلطة. بعد ذلك، اقترح الانقلابيون فترة انتقالية لمدة عامين. في 24 أغسطس، افترق المجلس العسكري ومبعوثوا الجماعة الاقتصادية لدول غرب أفريقيا بعد ثلاثة أيام من المفاوضات دون التوصل إلى اتفاق بشأن شروط نقل السلطة إلى المدنيين. من الجانب الآخر، تقدّم بعثة الوساطة التابعة للجماعة الاقتصادية لدول غرب أفريقيا فترة انتقالية بقيادة ضابط مدني أو عسكري متقاعد لمدة أقصاها 12 شهرا.
في 24 أغسطس، جعل القانون الأساسي الذي تبنّته اللجنة الوطنية لإنقاذ الشعب أسيمي غويتا رئيس دولة مالي.
وفي 27 أغسطس، أعلن المجلس العسكري عن إطلاق سراح إبراهيم أبو بكر كيتا، وفي الوقت نفسه أعلن مصدر أن النائب كريم أبو بكر كيتا نجل الرئيس المخلوع غادر البلاد لمدة يومين. في اليوم التالي، تم الإفراج عن رئيس الوزراء السابق بوبو سيسي والرئيس السابق للجمعية الوطنية موسى تمبيني.
في 28 أغسطس، طالبت المجموعة الاقتصادية لدول غرب إفريقيا بمرحلة انتقالية لمدة عام واحد كحد أقصى بقيادة مدني، وكذلك رئيس وزراء مدني.
في 29 أغسطس، وتحت ضغط من حركة 5 يونيو، التي أرادت أن يتم استقبالها على أساس فردي وليس كجزء من المشاورات مع الطبقة السياسية، المجلس العسكري الاجتماعي حول المرحلة الانتقالية، والتي تم التخطيط لها مع الأحزاب السياسية في المعارضة والأغلبية القديمة والجماعات المسلحة. وهكذا التقى قادة المجلس العسكري ومعارضي M5J في قاعدة كاتي، بالقرب من باماكو. ومن المقرر بعد ذلك عقد الاجتماع في الفترة من 10 إلى 12 سبتمبر. يجب أن يجعل من الممكن رسم خارطة وميثاق للفترة الانتقالية. قبل ذلك، تجري المشاورات يوم 5 و 6 سبتمبر في باماكو وفي العواصم الإقليمية.
أعلن عضو المعارضة محمود ديكو أنه سيترك السياسة نتيجة لقاء بينه وبين بعض الجنود الذين شاركوا في التمرد.

## ردود الفعل الدولية
ممثلوا العديد من البلدان أدانوا الانقلاب، كما فعل ممثلوا الاتحاد الأفريقي، والاتحاد الأوروبي، والأمم المتحدة.
من 18 أغسطس، دعت المجموعة الاقتصادية لدول غرب أفريقيا إلى إنهاء التمرد وعارضت أي انقلاب. تم إدانة التمرد بعبارات مماثلة من قبل الاتحاد الأفريقي والولايات المتحدة - التي تعلق مساعداتها للجيش المالي - وفرنسا وروسيا. تغلق جميع دول غرب أفريقيا حدودها مع مالي وتوقف المبادلات المالية مع البلاد، باستثناء المواد الغذائية الأساسية والأدوية والوقود. الجماعة الاقتصادية لدول غرب أفريقيا تعلن تعليق عضوية البلاد وإغلاق الحدود مع مالي. كما تطالب بالإفراج عن الموقوفين. وأعلنت الجماعة الاقتصادية لدول غرب أفريقيا في 20 أغسطس عن إرسال وفد إلى البلاد وطالبت بإعادة الرئيس المستقيل إلى منصبه. وتعتبر مذكرة من الخارجية الفرنسية مثل هذه العودة «سريالية» و «خطيرة».
في 19 أغسطس، يجتمع مجلس الأمن التابع للأمم المتحدة بشكل عاجل بشأن هذه الأزمة المالية. وفي اليوم نفسه، علق الاتحاد الأفريقي عضوية مالي وطالب الرئيس الفرنسي إيمانويل ماكرون بإعادة السلطة إلى المدنيين.
في 25 أغسطس، أوقفت المنظمة الدولية للفرنكوفونية مالي من إجراءاتها.
وافق مجلس الأمن التابع للأمم المتحدة بالإجماع على قرار يدين الانقلاب ويطالب الجنود بالعودة إلى ثكناتهم وإطلاق سراح جميع المعتقلين دون تأخير. كما دعت منظمة العفو الدولية إلى إطلاق سراح المعتقلين. فرضت المجموعة الاقتصادية لدول غرب إفريقيا عقوبات على مالي.